# Autostrada A411 (Francja)
Autostrada A411, zwana także Białą Autostradą (fr. Autoroute A411, Autoroute Blanche) – krótka autostrada we wschodniej części Francji. Łączy autostradę A40 w Étrembières z granicą francusko-szwajcarską koło Genewy. Całkowita długość drogi wynosi 2 km. Trasa jest czteropasowa – posiada dwie jezdnie po dwa pasy ruchu na każdej.

## Trasy europejskie
Arteria stanowi fragment międzynarodowej drogi E712 Genewa – Marsylia.

## Historia
Trasę w całości oddano do użytku w lipcu 1973 roku. Do 1982 roku razem z obecną A40 w kierunku Chamonix-Mont-Blanc posiadała oznaczenie B41. W 1983 roku otwarto półwęzeł Gaillard.

## Opłaty i zarządzanie
Przejazd arterią jest bezpłatny. Autostradą zarządza koncesjonariusz Autoroutes et tunnels du Mont-Blanc (ATMB).